# 红头黑鹂
，是雀形目拟鹂科的一种鸟类，属于单型的红头黑鹂属（学名：Amblyramphus）。
红头黑鹂体重约56.76克，翼长约10.26厘米，喙宽度约6.8毫米，喙厚度约9.7毫米，嘴峰长约30.7毫米，跗蹠长约31.1毫米，尾长约96.3毫米。
红头黑鹂是留鸟，栖息在湖泊、沼泽等湿地环境，它们是食肉动物，主要以昆虫、蜘蛛等陆生无脊椎动物为食。它们分布在玻利维亚北部、巴拉圭、巴西南部和阿根廷北部。